# Markus Walbrunn
Markus Walbrunn (* 6. Februar 1987 in München) ist ein deutscher Politiker der AfD. Seit 2023 ist er Abgeordneter im Bayerischen Landtag.

## Leben
Walbrunn wurde 1987 in München geboren. Von 2007 bis 2010 machte er beim Bundesamt für Migration und Flüchtlinge (BAMF) eine Ausbildung als Kaufmann für Bürokommunikation und arbeitete danach beim BAMF. 2013 bis 2014 machte er Abitur an der städtischen BOS für Wirtschaft und studierte anschließend bis 2020 Politikwissenschaft an der Ludwig-Maximilians-Universität. Parallel dazu arbeitete er von 2013 bis 2019 bei der Deutschen Post und in einer Steuerrechtskanzlei. Seit dem Studium gehört er der Münchener Burschenschaft Stauffia an.
Er trat 2015 in die AfD ein und ist seit 2015 Vorsitzender des Kreisverbands München West/Mitte der AfD. Seit 2020 ist er Stadtrat in München.
Bei der Landtagswahl am 8. Oktober 2023 erhielt er mit 8,0 % das viertbeste Erststimmenergebnis im Stimmkreis München-Pasing nach dem Sieger Josef Schmid (CSU), der 33,9 % erhielt, Julia Post (Bündnis 90/Die Grünen), die 25,8 % erhielt, und Katja Weitzel (SPD), die 12,0 % erhielt. Zusammen mit den Zweitstimmen im Wahlkreis Oberbayern erreichte er das fünftbeste Ergebnis der AfD in Oberbayern und wurde damit in den Landtag gewählt, dem er seit dem 30. Oktober 2023 angehört.
Im Bayerischen Landtag ist Walbrunn Mitglied im Ausschuss für Bildung und Kultus.